# Робърт Браун
 Тази статия е за шотландския ботаник.  За музиканта вижте Робърт Браун (музикант).  
Робърт Браун (на английски: Robert Brown) е шотландски ботаник, един от основоположниците на изследванията на флората на Австралия.

## Биография
Роден е на 21 декември 1773 г. в Монтроуз, Великобритания, в семейството на Джеймс Браун и Хелън Тейлър. Изучава медицина в Единбургския университет. През 1795 постъпва в армията като военен хирург, а през 1800 г. е назначен за естествоизпитател в експедицията на Матю Флиндърс, която картографира крайбрежието на Австралия. През следващите няколко години той събира образци от близо 3400 вида растения, около 2000 от които са непознати дотогава. Голяма част от тази сбирка е загубена при корабокрушение по време на обратния път към Европа.
През 1805 г. Браун се връща в Англия и през следващите години обработва резултатите от сбирката си, които публикува през 1810 г. под заглавие „Prodromus Florae Novae Hollandiae et Insulae Van Diemen“, първото систематично описание на австралийската флора. През същата година наследява Джонас Драйандър като библиотекар на Джоузеф Банкс, а след неговата смърт през 1820 г. наследява библиотеката и хербария му. През 1827 г. те са прехвърлени в Британския музей и Браун е назначен за пазител на Банксианската ботаническа сбирка.
През 1827 г. той забелязва произволните движения на спори във вода, които по-късно са наречени брауново движение в негова чест. В документ, прочетен пред Линеевото дружество през 1831 г. и публикуван през 1833 г., Браун пръв дава сегашното име на клетъчното ядро. След разделянето на Отдела по естествена история на Британския музей на три части през 1837 г., Робърт Браун става първият пазител на Ботаническия отдел, като остава на този пост до смъртта си през 1858 г.

## За него
- Mabberley, David. Jupiter botanicus: Robert Brown of the British Museum.   British Museum (Natural History), 1985. ISBN 3-7682-1408-7.
- Mabberley, David (2002), ‘Brown, Robert', in R. Aitken and M. Looker (eds), Oxford Companion to Australian Gardens, South Melbourne, Oxford University Press, pp. 108 – 10.
- Munster, P., (2002), ‘Robert Brown at Swan Bay’, Australian Garden History, 14 (3), p. 10.